# Třída Erzherzog Karl
Třída Erzherzog Karl byla třída predreadnoughtů Rakousko-uherského námořnictva, které bojovaly v první světové válce. Celkem byly postaveny tři jednotky této třídy. Ve službě byly v letech 1906–1918. Účastnily se první světové války. Po válce byly předány vítězným mocnostem a sešrotovány.

## Stavba
Na počátku první dekády 20. století byl konstruktér Siegfried Popper pověřen vývojem nové třídy Rakousko-uherských bitevních lodí, které by se staly protiváhou italské třídy Regina Margherita. Mezi hlavními požadavky byla instalace sekundární výzbroje překonávající italský protějšek, přičemž silnější bylo i jejich pancéřování. Vzniklá plavidla představovala do té doby největší Rakousko-uherské válečné lodě. Svým výtlakem přesto za ostatními bitevními plavidly své doby zaostávala. Popper totiž jako vždy musel hledat kompromis vynucený nedostatkem financí. Celkem byly objednány tři jednotky této třídy, pojmenované Erzherzog Karl, Erzherzog Ferdinand Max a Erzherzog Friedrich. Jejich stavba proběhla v letech 1902–1907 v loděnici Stabilimento Tecnico Triestino (STT) v Terstu.
Jednotky třídy Erzherzog Karl:
| Jméno                       | Založení kýlu     | Spuštěna | Vstup do služby   | Stav                                              |
| --------------------------- | ----------------- | -------- | ----------------- | ------------------------------------------------- |
| SMS Erzherzog Karl          | 24. července 1902 | 1903     | 17. června 1906   | Roku 1920 ji získala Francie, sešrotována.        |
| SMS Erzherzog Friedrich     | 4. října 1902     | 1904     | 31. ledna 1907    | Roku 1920 ji získala Francie, sešrotována.        |
| SMS Erzherzog Ferdinand Max | 9. března 1904    | 1905     | 21. prosince 1907 | Roku 1920 ji získala Velká Británie, sešrotována. |

## Konstrukce

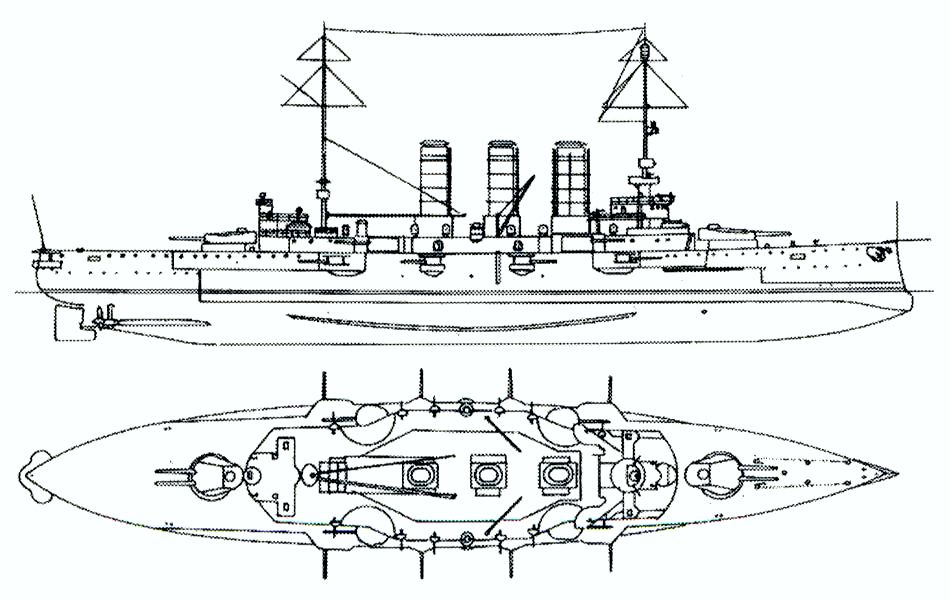
Základní uspořádání třídy

Hlavní výzbroj představovaly čtyři 24cm kanóny Škoda L/40 K1 (licenční verze kanónů Krupp) umístěné ve dvoudělových věžích na přídi a na zádi. Proti 305mm kanónům italské třídy Regina Margherita byly slabší, na druhé straně jich byl dvojnásobný počet. Sekundární výzbroj představovalo dvanáct 19cm kanónů Škoda L42, z nichž čtyři byly umístěny v jednodělových věžích a osm v jednopatrové kasematě. Lehkou výzbroj tvořilo dvanáct 7cm kanónů Škoda L/50 (skutečná ráže byla 66 mm), čtyři rychlopalné 47mm kanóny Škoda L/44, dva rychlopalné 47mm kanóny Škoda L/33, čtyři 37mm kanóny Vickers a čtyři 8mm kulomety Schwarzlose. Plavidla dále nesla dva 450mm torpédomety.
Trup byl rozdělen do 15 vodotěsných úseků. Pancéřování dodaly Vítkovické železárny. Hlavní pancéřový pás na bocích trupu měl sílu 50–210 mm a kasematy 170 mm. Hlavní dělové věže chránil 240mm pancíř, sekundární věže 150mm pancíř a velitelskou věž 220mm pancíř. Důležité vnitřní prostory chránila 55mm pancéřová paluba.
Pohonný systém tvořily dva čtyřválcové parní stroje s trojnásobnou expanzí o výkonu 13 530 hp. Páru jim dodávalo dvanáct kotlů Yarrow, rozdělených do tří kotelen. Parní stroje roztáčely dva trojlisté lodní šrouby o průměru 5 metrů. Nejvyšší rychlost dosahovala 20 uzlů. Neseno bylo 1565 tun uhlí. Dosah byl 4000 námořních mil při rychlosti 10 uzlů.

## Služba

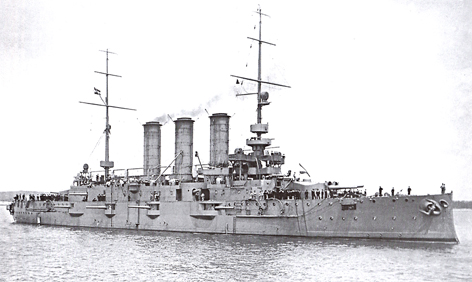
Erzherzog Karl

Za první světové války sloužila tato již ne zcela moderní plavidla především k ostřelování pozemních cílů. Všechny tři lodě se účastnily útoku na italské pobřeží, ke kterému došlo 24. května 1915, tedy den po vstupu Itálie do války. Ostřelovaly přístav Ancona. V únoru 1918 byly všechny tři lodě odeslány z Puly na jih, aby se zapojily do potlačení vzpoury v Boce Kotorské.
V červnu 1918 všechny tři jednotky vypluly ze základny v Boce Kotorské, aby se zapojily do plánovaného velkého nájezdu Rakousko-uherského námořnictva na spojeneckou blokádu Otrantského průlivu, která držela jejich lodě a především ponorky uzavřené v Jaderském moři. Operace byla zrušena po potopení bitevní lodě SMS Szent István italskými torpédovými čluny MAS.
Po prohrané válce získala Erzherzog Ferdinand Max v rámci reparací Velká Británie, přičemž Erzherzog Karl a Erzherzog Friedrich připadly Francii. Zastralá plavidla jejich nový vlastníci nechali sešrotovat.